# سوسک سبز لاک‌پشتی
سوسک سبز لاک‌پشتی (نام علمی: Cassida rubiginosa) نام یک گونه از تیره سوسک برگ است.

## نگارخانه

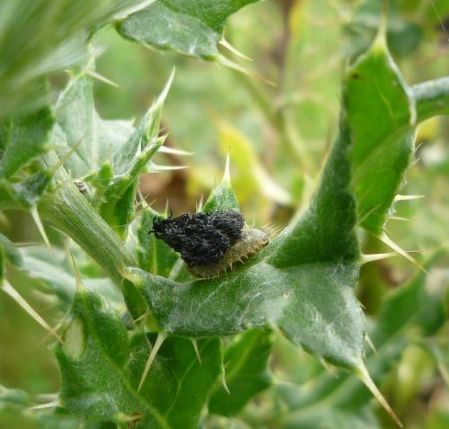
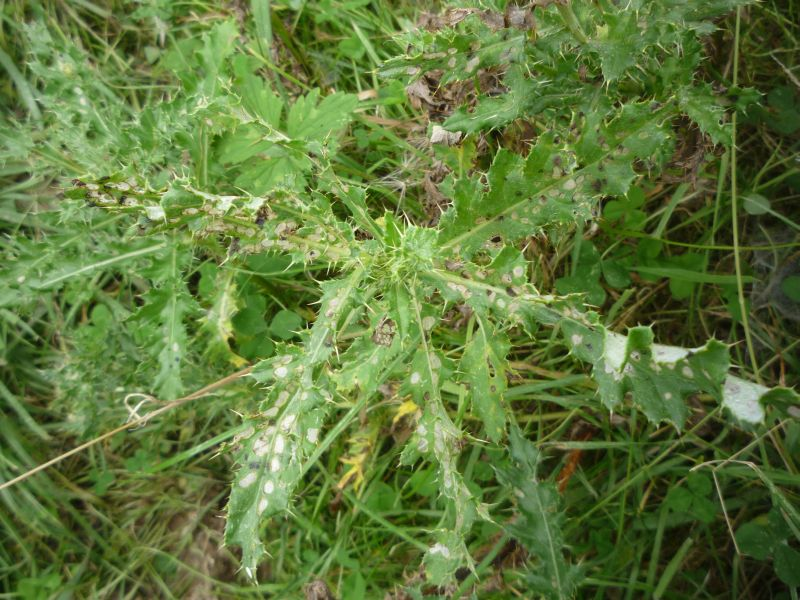